# Leptochilus emirufulus
Leptochilus emirufulus är en stekelart som beskrevs av Giordani Soika 1986. Leptochilus emirufulus ingår i släktet Leptochilus och familjen Eumenidae. Inga underarter finns listade i Catalogue of Life.